# Cukorsav
A cukorsav egy kétbázisú szerves sav, mely a mannit, cukor, keményítő és egyéb szénhidrátok salétromsavval való oxidációjakor keletkezik. Állagra gumiszerű, kocsonyás anyag, etanolban könnyen oldódik. Összegképlete C6H10O8. Általában nádcukorból készítik, melyet salétromsavval oxidálnak. Az oxálsavval szennyezett savat savanyú káliumsójává alakítják, melyet aztán többször átkristályosítanak. Magát a savat a káliumsóból készült kadmiumsóból hidrogén-szulfiddal való elbontással állítják elő. Az ammóniás ezüst-nitrát oldatot és a lúgos rézoldatokat redukálja. Sói közül a kálium és ammónium 
d-glukarát hidegvízben nehezen oldhatók és ezért kikristályosodnak. A nehézfémek cukorsav-sói vizben oldhatatlanok. Kalciumsóját újabban – különböző gyógyhatásokat, pl. rákmegelőző hatást tulajdonítva neki – táplálék-kiegészítőként árusítják, bár gyógyhatása nem bizonyított.
Izomere a nyálkasav, mely a tejcukor oxidációjakor képződik.